# Toussaint de Forbin Janson
Toussaint de Forbin Janson (ur. 1 października 1631 w Prowansji, zm. 24 marca 1713 w Paryżu) – francuski kardynał.

## Życiorys
Był synem markiza Gasparda II i jego drugiej żony Claire de Libertat. W młodości wstąpił do zakonu szpitalników i do wojska. Następnie porzucił służbę i studiował literaturę. 5 lipca 1655 został wybrany biskupem tytularnym Filadelfii i biskupem koadiutorem Digne-les-Bains. Sakrę otrzymał jednak dopiero rok później, ze względu na nieosiągnięcie kanonicznego wieku 25 lat. 27 stycznia 1668 został biskupem Marsylii, a 14 sierpnia 1679 biskupem Beauvais. W międzyczasie, na życzenie króla Ludwika XIV został posłany by odnowić kontakty z żoną księcia Toskanii, Kosmy Medyceusza – Małgorzatą Burbon. Był także ambasadorem w Holandii i specjalnym ambasadorem w Polsce na elekcję Jana Sobieskiego w 1673. Ponieważ poparł w Paryżu wraz z resztą francuskiego kleru, artykuły gallikańskie, Innocenty XI odmówił nadania mu kapelusza kardynalskiego.
13 lutego 1690 został kreowany kardynałem prezbiterem i otrzymał kościół tytularny S. Agnese fuori le mura. Wielu kardynałów sprzeciwiało się jego nominacji, lecz papież Aleksander VIII stwierdził, że Forbin wyrzekł się dawnych błędów. Skutecznie negocjował pokój pomiędzy Innocentym XII a Ludwikiem XIV, a następnie był ambasadorem Francji przy Stolicy Apostolskiej w latach 1700-1706. Od stycznia 1702, przez roczną kadencję, pełnił funkcję kamerlinga Kolegium Kardynałów. Zmarł w Paryżu, po długiej chorobie.